# Arripiado
Arripiado é uma aldeia da freguesia da Carregueira, concelho da Chamusca no distrito de Santarém, em Portugal.
Em 2001, contava cerca de 300 habitantes.
No Arripiado está localizada a Zona de Lançamentos do Arripiado, uma área extensa para onde os paraquedistas portugueses conduzem treinos de saltos em paraquedas.

## Lenda da origem do nome
Conta a lenda que no tempo das invasões mouras, habitava o castelo de Almourol um casal que tinha uma filha que se chamava Ari. Certo dia ao passar nesta localidade Ari apaixonou-se por um rapaz cristão, mas este namoro não era aceite pelos seus pais e para impossibilitar a fuga de Ari "pearam-na" (prender uma corda à perna e a outro objeto). E com a história de Ari peada surgiu Arripiada que com o passar dos tempos resultou Arripiado.